# Desault-Verband
Der Desault-Verband, auch „Achsel-Schulter-Ellenbogenverband“, ist ein 1787 von Pierre-Joseph Desault entwickelter Verband zur Ruhigstellung des Schultergelenks und des Oberarms. 
Das Grundprinzip beruht dabei auf schräg von der nicht betroffenen Achsel über den Rücken und die betroffene Schulter verlaufende Bindengänge, die dann entlang des kranken Oberarms herab und um den angewinkelten Ellenbogen herum zurück zur gegenüberliegenden Achsel geführt werden. Dadurch wird der Oberarm angehoben und das Schultergelenk stabilisiert. 
Zusätzlich wird der Oberarm durch horizontal verlaufende Bindengänge am Brustkorb fixiert.
Weitere Bindengänge dienen dazu, die Bandagen in ihrer Position zu halten und den Unterarm in einer etwa horizontalen Lage vor dem Oberbauch abzustützen. 
In Abwandlung mit elastischen Binden oder einem Körperschlauchverband kommt der Desault-Verband bis heute zur Anwendung.
Wegen der Gefahr der Schultergelenksversteifung darf er maximal drei Wochen angewendet werden.